# Reprezentacja Serbii na Mistrzostwach Europy w Wioślarstwie 2010
Reprezentacja Serbii na Mistrzostwach Europy w Wioślarstwie 2010 liczyła 13 sportowców. Najlepszym wynikiem było 3. miejsce w dwójce bez sternika mężczyzn.

## Medale

### Złote medale
Brak

### Srebrne medale
Brak

### Brązowe medale
dwójka bez sternika (M2-): Marko Marjanović, Nikola Stojić

## Wyniki

### Konkurencje mężczyzn
- dwójka bez sternika (M2-): Marko Marjanović, Nikola Stojić – 3. miejsce
- dwójka podwójna (M2x): Jovan Jovanović, Dušan Bogićević – 11. miejsce
- czwórka bez sternika (M4-): Miloš Vasić, Goran Jagar, Miljan Vuković, Radoje Đerić – 6. miejsce
- czwórka bez sternika wagi lekkiej (LM4-): Nemanja Nešić, Miloš Stanojević, Nenad Babović, Miloš Tomić – 8. miejsce

### Konkurencje kobiet
- jedynka (W1x): Iva Obradović – 7. miejsce